# Mittsommermord
Mittsommermord (schwedisch Steget efter) ist ein Kriminalroman von Henning Mankell aus dem Jahr 1997 (dt. 2000). Er ist die siebte Folge einer Reihe mit dem Kriminalkommissar Kurt Wallander.

## Inhalt
Die Handlung spielt im Spätsommer 1996. Wallander ist privat mit der Auflösung des Haushalts seines unlängst verstorbenen Vaters und mit dem Verkauf von dessen Anwesen befasst. Auch wurde bei ihm Diabetes mellitus diagnostiziert. Svedberg, ein langjähriger Kollege Wallanders, wird in seiner Wohnung erschossen aufgefunden. Während die Kriminalpolizisten mit der Aufklärung des Mordes an ihrem Kollegen beginnen, werden in einem Naturreservat unweit von Ystad die Leichen dreier Jugendlicher entdeckt, die seit dem vorigen Mittsommerfest verschollen sind. Deren Verschwinden war man bislang nicht nachgegangen, da es zunächst gute Gründe gab, die jungen Leute im Ausland zu wähnen. Sehr bald wird klar, dass zwischen dem Verbrechen an dem Polizisten und der Tötung der Jugendlichen ein Zusammenhang besteht, der aber lange Zeit für die Ermittler rätselhaft bleibt. Auf der Suche nach Tatmotiven stößt Wallander auf ein eigentlich zur Gruppe der ermordeten Jugendlichen gehörendes Mädchen. Nur aus Zufall war sie nicht dabei, als die anderen ermordet wurden. Auch sie scheint nicht zu wissen, was oder wer hinter der Bluttat steckt. Wenig später wird auch sie ermordet.
Mehr und mehr wird offensichtlich, dass der getötete Svedberg während seines Urlaubs auf eigene Faust ermittelte, ohne seine Dienststelle in Kenntnis zu setzen. Dies legt den Verdacht nahe, er müsse den Verdächtigen persönlich gekannt, wenn nicht sogar ihm nahegestanden haben. In diesem Zusammenhang wird eine Frau namens Louise gesucht, zu welcher der getötete Polizeikollege offenbar eine vor aller Welt geheim gehaltene Liebesbeziehung unterhalten zu haben schien. Doch werden im Verlauf der Ermittlungen auch homoerotische Verbindungen Svedbergs zu einem pensionierten Banker immer deutlicher. Inzwischen geschieht ein weiterer Mord, diesmal an einem Hochzeitspaar und dessen Fotografen. Auch hier ist kein sinnfälliges Motiv erkennbar.
Ein erster Durchbruch gelingt den Ermittlern um Wallander, als der feststellen muss, dass die gesuchte Louise in Wirklichkeit ein Mann ist, der hin und wieder als Transvestit in Erscheinung tritt und zu dem Svedberg offenbar eine homosexuelle Beziehung unterhalten hat. Als die Fahndung auf Hochtouren läuft, beschließt der akribisch arbeitende Täter, nach einem frisch verheirateten Paar samt Fotografen auch Wallander zu töten. Am Tag nach Svedbergs Beerdigung soll dies geschehen. Beim Showdown begegnen sich der Mörder und sein ausersehenes Opfer zunächst in Wallanders Wohnung. Nachdem er Wallander nur verletzen konnte, flieht der Mann. Nur mit einer Holzlatte bewaffnet, stellt Wallander schließlich den bewaffneten Mörder in einem Waldstück nahe Ystad. Als Motiv für seine unsinnigen Taten gibt der Psychopath an, Menschen gezielt in einem Glückszustand getötet zu haben, um ihnen die spätere Ernüchterung zu ersparen. Seinen Geliebten Svedberg musste er töten, weil der ihm tatsächlich auf die Schliche gekommen war.

## Hörspiel
Das gleichnamige Hörspiel (WDR 2001) wurde 2008 mit dem Radio-Eins-Hörspielkino-Publikumspreis ausgezeichnet.

## Verfilmungen
2004 wurde der Roman in einer schwedisch-dänischen Koproduktion als TV-Krimi unter dem Titel Mittsommermord verfilmt, die Hauptrolle übernahm erneut Schauspieler Rolf Lassgård, Regie führte wie schon in Die fünfte Frau Birger Larsen. Die deutsche Fassung wurde 2005 vom ZDF synchronisiert und am 8. Januar 2006 ausgestrahlt.
Allerdings weicht die Filmversion in wesentlichen Punkten von der Romanvorlage ab. So wurde z. B. das Mordmotiv im Gegensatz zum Roman völlig verändert.
Die BBC hat den Roman 2008 in ihrer Wallander-Reihe mit Kenneth Branagh in der Titelrolle neu verfilmt (Kommissar Wallander: Mittsommermord). Die deutsche Fassung erschien am 1. Juni 2009 im deutschen Fernsehen (ARD). Die Regie führte Philip Martin, das Drehbuch schrieb Richard Cottan. Weitere Darsteller waren Sarah Smart als Anne-Britt Höglund, Sadie Shimmin als Lisa Holgersson, Tom Beard als Svedberg, Tom Hiddleston als Martinsson, Richard McCabe als Nyberg und Jeany Spark als Linda Wallander.

## Kritiken
- „Das raubt einem die Nacht. Das stärkt die Skepsis. Das ist starke (Kriminal-)Literatur“ – Elmar Krekeler, Die Welt
- „Endlich wieder ein Mankell, so wie ihn Kenner lieben und Nicht-Kenner lieben lernen! Spannend bis zur letzten Seite, liebevoll bis ins kleinste Detail, grüblerisch bis zum Exzess. Kommissar Wallander wie er leibt und lebt …“ – Andrea Schweighofer, Kurier (Wien)
- „Von der ersten bis zur letzten Seite: Spannung, Logik, Dramatik“ (Wertung: 85 %) –  Krimi-Couch.de[1]